# Nacke (Patriziergeschlecht)

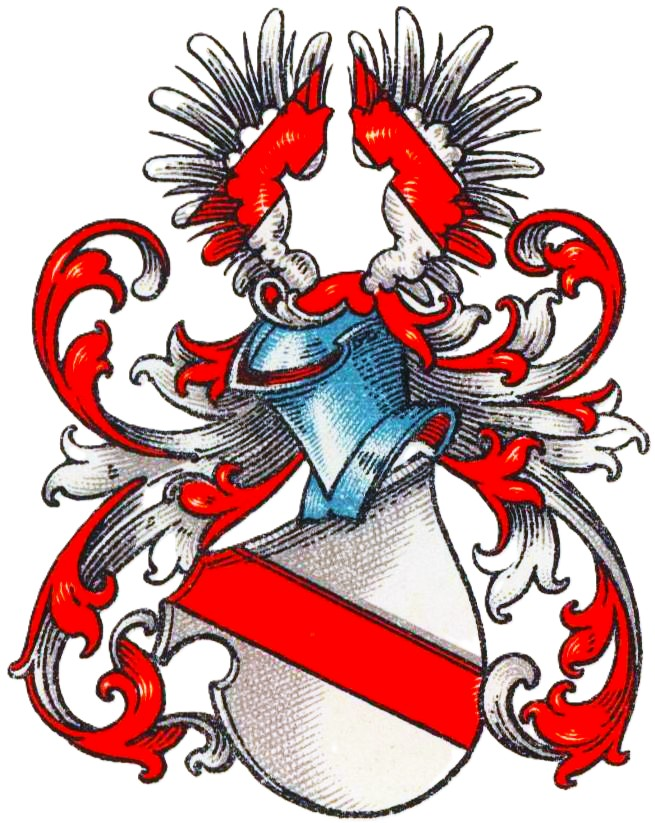
Wappen der Nacke im Wappenbuch des Westfälischen Adels

Nacke ist der Name eines erloschenen westfälischen Patriziersgeschlechts.

## Geschichte
Das Geschlecht stammt aus Soest. Dort erscheint es vom 14. bis ins 16. Jahrhundert unter den Patriziern. Möglicherweise besteht ein Zusammenhang mit dem gleichnamigen Gesecker Ratsgeschlecht. In Soest ist ein allmählicher Aufstieg erkennbar, der mit einem 1328 erscheinenden Ratsmitglied Hermann Nacke beginnt. Ein späterer Hermann Nacke war zwischen 1415 und 1434 achtfacher Soester Bürgermeister. In der zweiten Hälfte des 15. Jahrhunderts war die Familie mit den Myle und den Lünen verschwägert, im 16. Jahrhundert auch mit den Cubach und Vogt.
Die Familie erlosch um 1550.

## Wappen
Blasonierung: In Silber ein roter Schrägrechtsbalken. Auf dem Helm mit rot-silbernen Helmdecken ein offener silberner Flug, die Flügel bezeichnet mit einem nach außen absteigenden roten Schrägbalken.